# Вилхелм (Ваймар-Орламюнде)
Вилхелм фон Баленщет (на немски: Wilhelm von Ballenstedt) от род Аскани e от 1124 г. граф на Ваймар-Орламюнде и пфалцграф при Рейн от 1126/1129 г.

## Биография
Роден е през 1112 година във Вормс, Свещена Римска империя. Той е по-малкият син на пфалцграфа при Рейн и графа на Ваймар-Орламюнде, Зигфрид I фон Баленщет († 1113), и на Гертруда фон Нортхайм († 1154), дъщеря на маркграф Хайнрих фон Нортхайм от Фризия, граф в Ритигау и в Айхсфелд. Майка му е сестра на Рихенза († 1141), съпруга на император Лотар III Суплинбург († 1137).
След смъртта на баща му 1113 г. по-големият му брат Зигфрид II (1107 – 1124) наследява Графство Ваймар-Орламюнде, а пфалцграфството при Рейн е узурпирано от Готфрид фон Калв.
Майка му се омъжва отново през 1115 г. за Ото I фон Салм, който вероятно води регентството на малолетния Зигфрид II. През 1124 г. умира брат му Зигфрид II и още малолетният Вилхелм го наследява като граф на Ваймар-Орламюнде, вероятно под регентството на Ото фон Салм.
През 1126 г. чичо му Лотар фон Суплинбург е избран като Лотар III за римско-немски крал. Вилхелм е номиниран отново за пфалцграф и до пълнолетието си (1129) е под опекунството на Готфрид. В немския конфликт за трона Вилхелм е на страната на Велфите.
Той се жени за една Аделхайд, бракът обаче остава бездетен.
Умира на 13 февруари 1140 година. След смъртта му граф на Ваймар-Орламюнде става братовчед му Албрехт Мечката. В пфалцграфството при Рейн неговият доведен баща Ото е свален от крал Конрад III фон Хоенщауфен и на неговото място е поставен Хайнрих II Язомиргот от Австрия.